# ممدوح حمدي أباظة
ممدوح حمدي أباظة من أعيان الشراكسة في سوريا. وُلد في قرية الغسانية بمحافظة القنيطرة عام 1932م ودرس الابتدائية في القنيطرة والاعدادية في دمشق وانتسب لدار المعلمين العامة في دمشق فتخرج منها وحصل على الشهادة الثانوية أيضا ليعمل في سلك التعليم في جبل العرب لفترة من الوقت .
كانت له اهتمامات أدبية توضح خصاله الوطنية التواقة للتضحية والفداء وكتب عدة قصص قصيرة منها ( بطل من بلادي ) عن طيار استشهد في سبيل الوطن كما أعد مسرحية بعنوان ( وهم ) حول العدوان الصهيوني على أرض فلسطين المقدسة كما شارك في عدة مظاهرات طلابية وطنية ضد الغزو الصهيوني .
- كان حلمه ان يصبح طيارا يدافع عن وطنه وان ينال الشهادة في سبيل الله فبادر للانتساب إلى الكلية الجوية في سوريا عام 1952م وتخرج منها برتبة ملازم طيار عام 1955م وأجتاز العديد من الدورات العسكرية المقررة في الطيران .
- استمر ترفيعه في الرتب العسكرية حتى وصل إلى رتبة لواء طيار عام 1978م وتولى خلال هذه الفترة مهام قيادية كقائد للاسراب القتالية ثم عين رئيسا لاركان القوى الجوية للأعمال القتالية ثم أصبح رئيسا لفرع التفتيش والدراسات .
- تصدّى مع ثلاثة من أخوته الطيارين في أولى المعارك الجوية عقب حرب حزيران 1967م لسرب من طائرات العدو الإسرائيلي في سماء ميسلون وأصيبت طائرته بشظية نتجت عن تفجير طائرة معادية فهبط بطائرته سالما واستعار طائرة زميل له ليعود إلى الاجواء متابعا مقارعة طائرات العدو حيث اصاب ثلاثة طائرات منها .
- وفي بطولة أخرى له أنقضّ على طائرات الميراج المعادية بجسم طائرته وقد نفذت منها الذخيرة مما أرعب طائرات العدو وعجزت عن إسقاطه فانسحبت من الاشتباك لائذة بالفرار وعاد البطل بطائرته وهي تكاد تكون خالية من الوقود .
- كانت فكرة الموت على فراشه تقلقه حيث اعتقد دائما أن الطيار لا بد له من القمم والاعالي ليموت فيها وقد عبر عن رغبته بنهاية تشبه نهاية طيار بطل من زملائه انفجرت طائرته في الجو ولم يجدوا لجسده أثرا .

استُشهد باذنه تعالى وهو يحمل سلاحه بيده ويقاتل به ضدّ اعتداء آثم استهدف مقرّ عمله فتناثر جسده اشلاء على أرض الوطن بتاريخ 3-9-1981م ومُنح وسام الشجاعة ورُفِّع إلى رتبة عماد في القوات السورية المسلحة وهي أعلى رتبة في الجيش السوري .
- نال الشهيد باذنه تعالى عِدة أوسمة عسكرية متميزة تقديرا لكفائته وشجاعته وتمّ إطلاق اسمه على مدرسة ثانوية في محافظة القنيطرة كما أُطلق اسمه على مستشفى جديد كبير في أرض الجولان المُحرّرة في مدينة القنيطرة .

## وصلات داخلية
- شركس
- سوريا